# Bimota Tesi

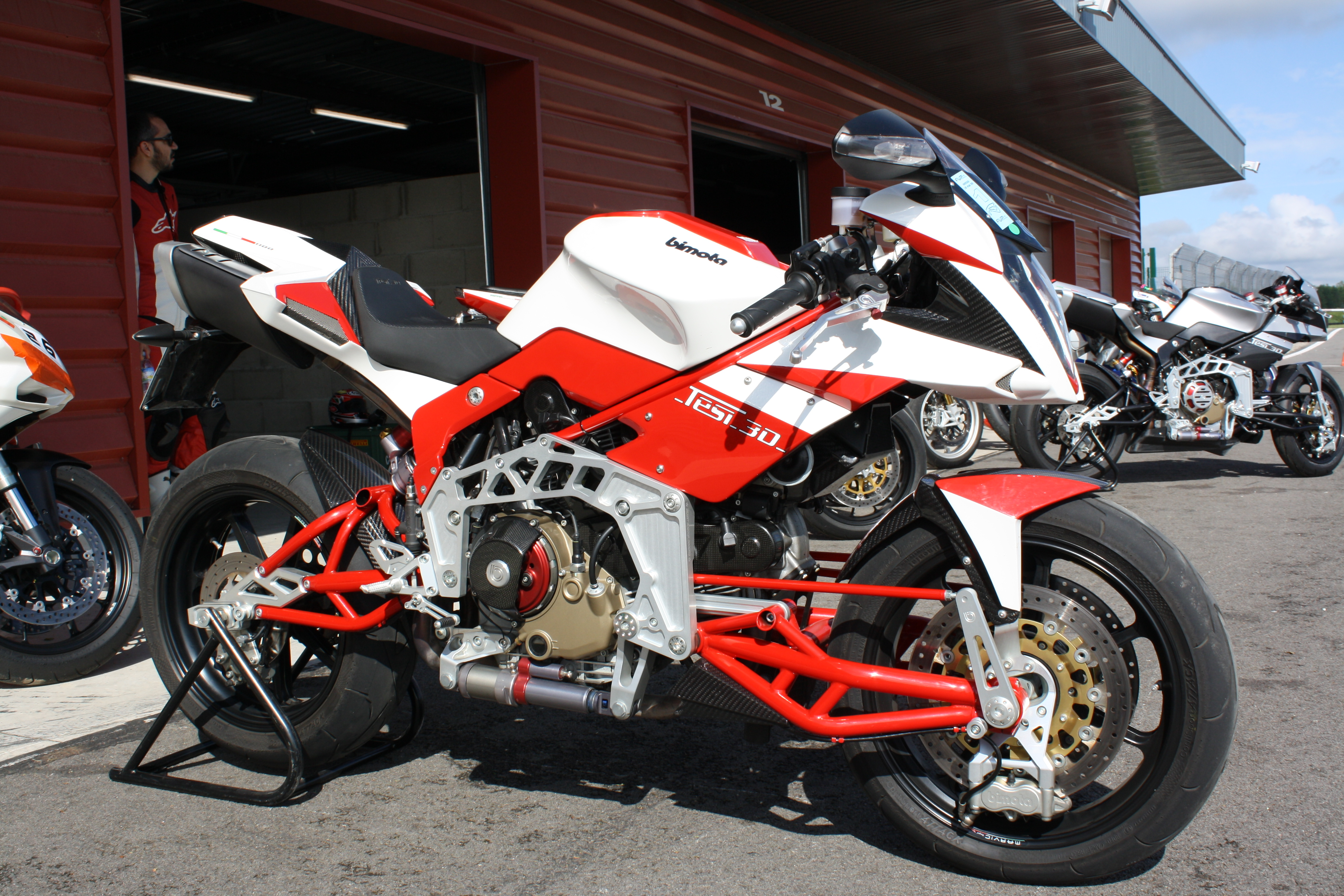
Una Bimota Tesi 3/D Factory.

La Bimota Tesi è una serie di motociclette prodotte dalla casa costruttrice italiana Bimota. Il prototipo fu sviluppato nel 1983, ma bisogna attendere il 1990 per poter vedere la commercializzazione della versione omologata per l'uso stradale: Tesi 1/D. La Tesi 2/D, frutto del lavoro di un preparatore italiano che l'aveva realizzata in proprio (Vyrus 984 C³ 4V), continua la serie interrotta nel 1994, seguita nel 2007 dalla Tesi 3/D, con la quale tale progetto è arrivato ai giorni nostri.
A parte i prototipi e un modello da competizione, tutte le Tesi commercializzate sono equipaggiate con motori bicilindrici a L di produzione Ducati. La principale innovazione della Bimota Tesi è la presenza di un forcellone anteriore dotato di sistema di sterzo nel mozzo ruota al posto della classica forcella telescopica. Il principio di funzionamento di tale sistema si prefigge di separare la funzione di "sterzo" da quella di "sospensione" (interdipendenti nella forcella) e di ridurre drasticamente l'effetto di "affondamento" della classica forcella in frenata fin quasi ad annullarlo e contribuire a mantenere una migliore stabilità della moto e tenuta di strada.

## Architettura

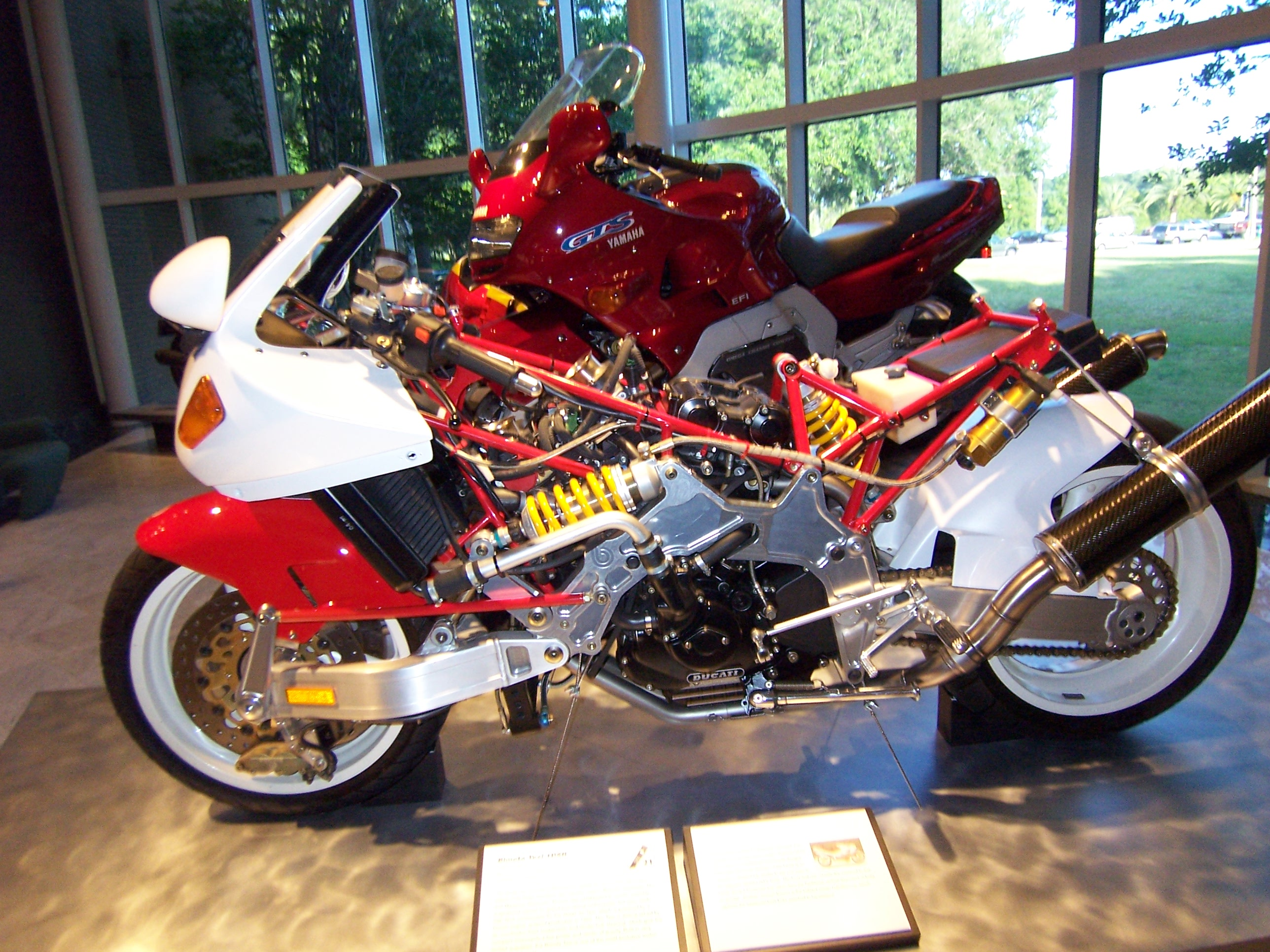
Vista della Tesi 1/D senza carenatura, con il braccio oscillante e il telaio a Ω.

La forcella telescopica, che è montata sulla stragrande maggioranza delle moto omologate per la circolazione stradale, riunisce in sé sia la funzione di sterzo che quella di sospensione, sicché l'azione di una irrimediabilmente influenza l'altra. Il concetto sviluppato dall'ingegner Difazio è quello di separare completamente la guida dalla sospensione. In questo modo, interazioni indesiderate tra le due funzioni scompaiono. L'assetto della moto non cambia in frenata come succede con una tradizionale forcella. Questa disposizione permette anche di modificare la geometria della moto (interasse, avancorsa), senza però influenzarne il comportamento dinamico. Questa non è la prima volta questa tecnica viene utilizzata (esempio ne fu la moto ELF X e le sue derivate), ma fino ad ora non era mai uscito fuori dai circuiti delle competizioni. Con la Tesi, Bimota lo traspone in una moto omologata.
I due forcelloni sono collegati da un telaio a Omega. Il mozzo della ruota è formato da due cuscinetti conici e un asse. Attraverso una serie di aste e rinvii, è collegato a un perno di sterzo si trova sul lato sinistro della motocicletta, vincolato al telaio. Un'ulteriore asta di rinvio lo collega ai semimanubri.
Il telaio è ridotto a due piastre laterali che abbracciano il motore e sostengono il serbatoio, il manubrio e il telaietto reggisella e dotate di perni alle estremità, a cui vengono connessi i forcelloni, con conseguente risparmio di peso.
Ma tale architettura richiede la costruzione di un grandissimo numero di componenti per realizzare la sospensione anteriore, con relativo aumento dei costi. Questi pezzi devono essere correttamente dimensionati per resistere alle forti sollecitazioni a cui sono sottoposti durante la frenata. Inoltre, l'assemblaggio e la manutenzione della tiranteria di sterzo deve essere effettuato con estrema cura, per ridurre al minimo i giochi tra di essi, deleteri per la precisione di guida. Va tenuto poi in conto che il forcellone anteriore aumenta nettamente il raggio di sterzata, rendendo complicate le manovre di parcheggio, sebbene questo svantaggio sia stato ridotto sulla Tesi 3/D mediante l'adozione di un forcellone realizzato in traliccio di tubi, consentendo l'uso di tubi di piccola sezione dal minore ingombro senza andare a scapito della rigidezza.

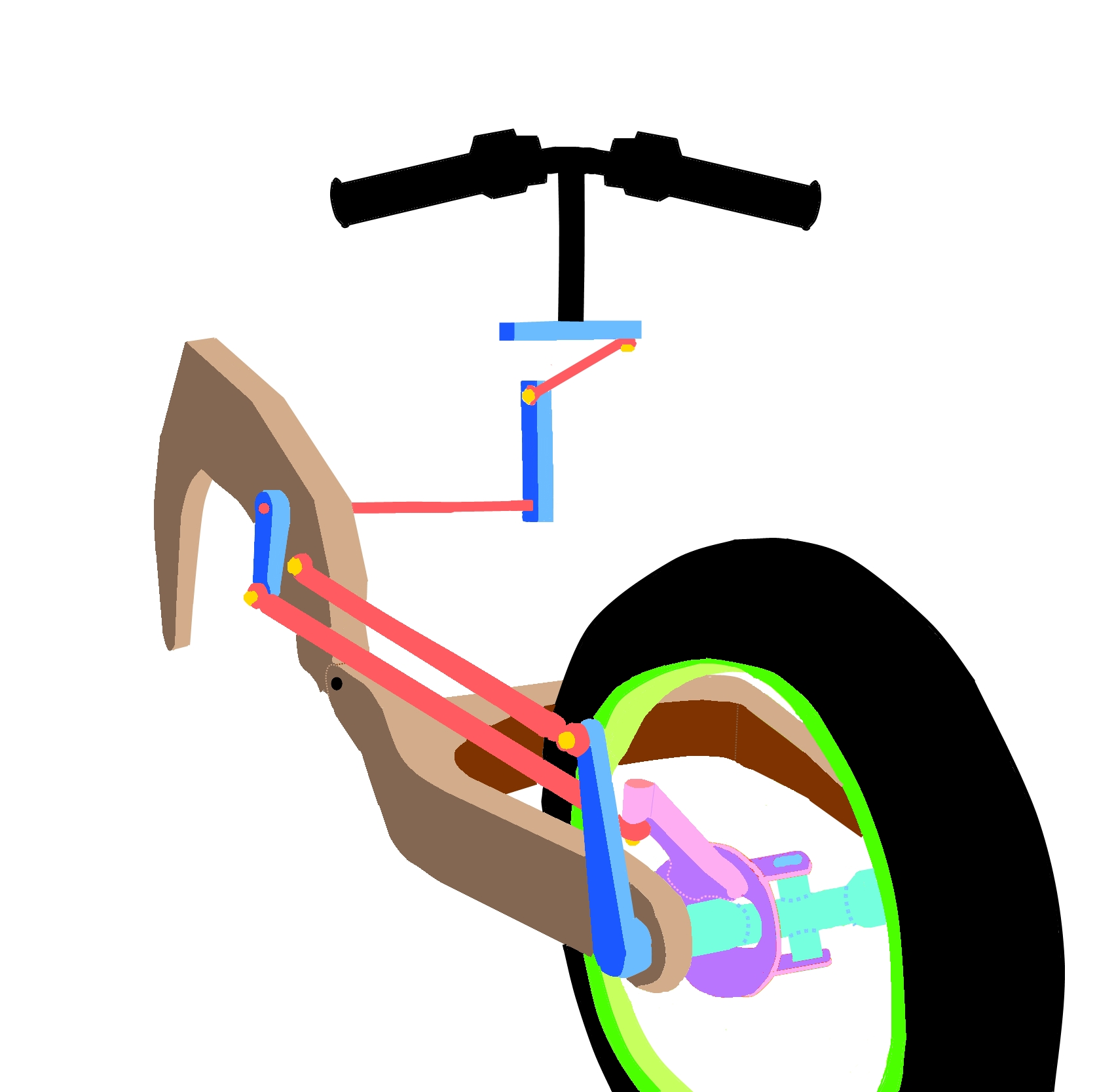
L'evoluzione del principio di funzionamento sulla Tesi 1/D...
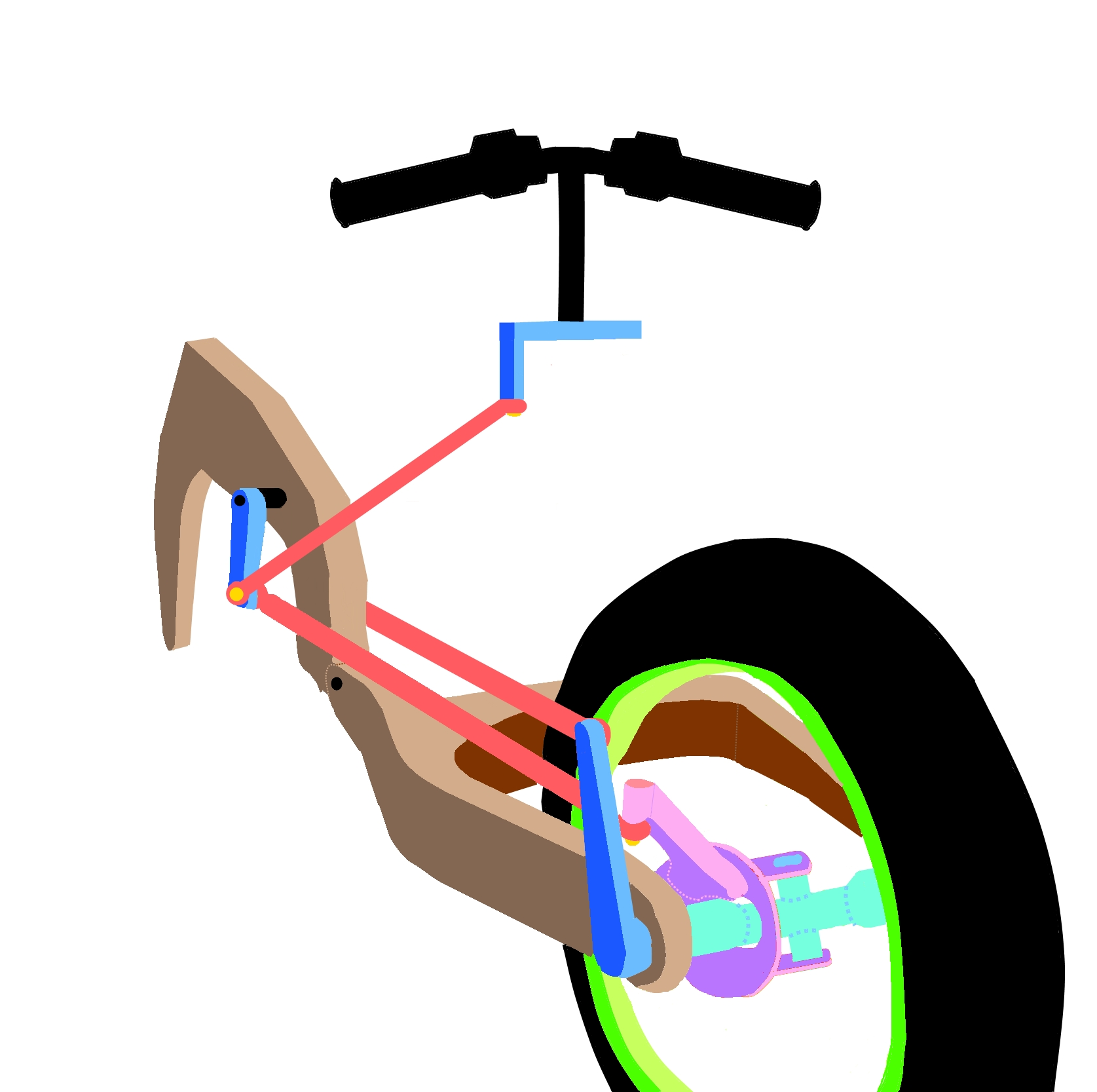
... sulla 2/D...
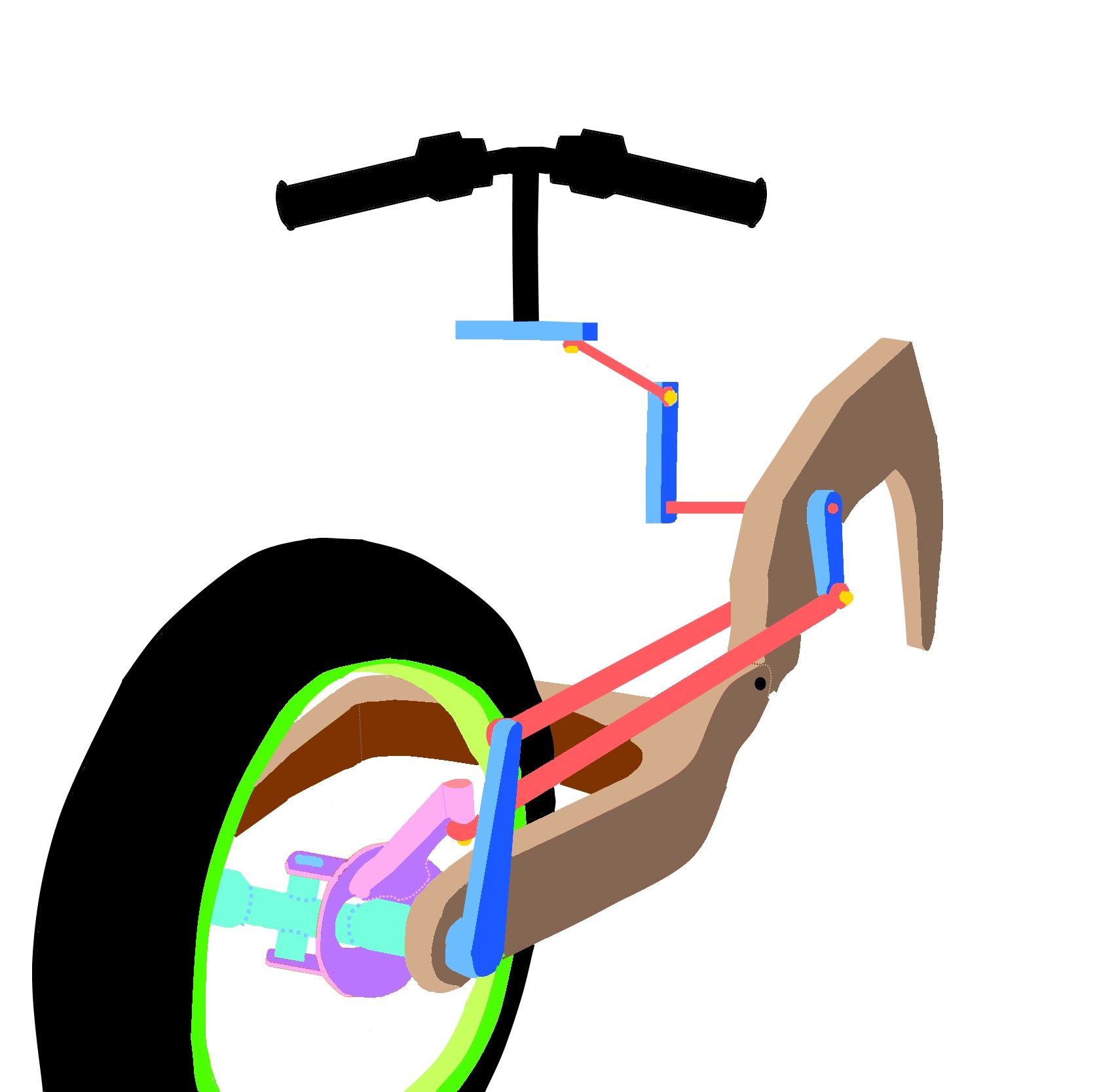
... e sulla 3/D

## Sviluppo

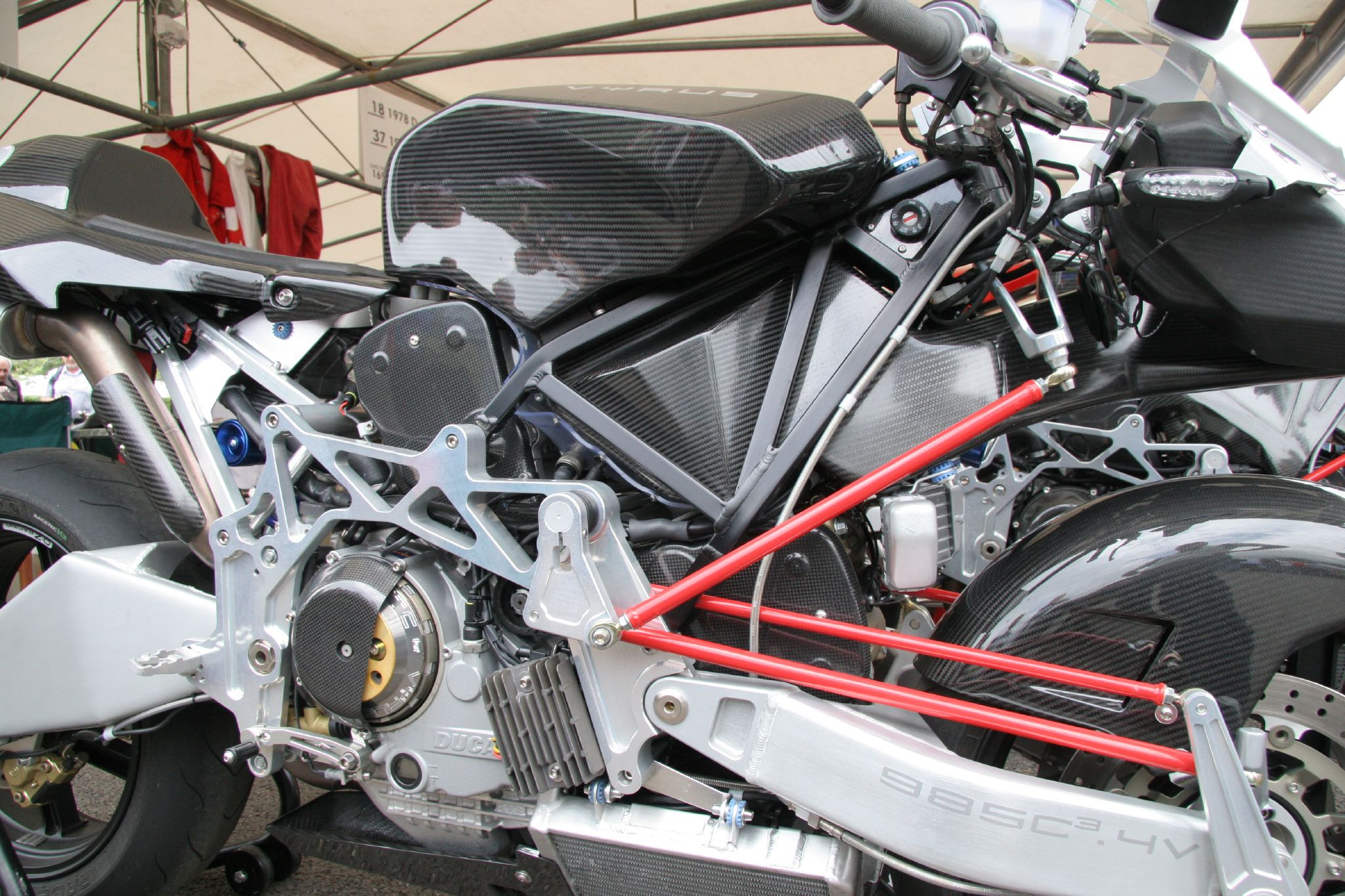
Primo piano della tiranteria di sterzo e del telaio Ω della Vyrus 985 C³ 4V.

I primi studi su quello che diventerà la Tesi vengono fatti dagli studenti d'ingegneria Pierluigi Marconi e Roberto Ugolini per la loro tesi di laurea all'Università di Bologna, ispirandosi al lavoro dell'ingegnere inglese Joe Difazio per la realizzazione di una motocicletta con sterzo e sospensione anteriore svincolati tra loro: questa è l'origine del nome Tesi.
Il prototipo viene presentato al salone di Milano nel 1983. Per il momento il motore è preso in prestito da una Honda VF 400 F. Il telaio è un guscio in fibra di carbonio collocato sotto al motore e l'estetica è futuristica. Per quanto riguarda il sistema di sterzo, viene denominato DCS, cioè Dive Control System e si affida a componenti idraulici.
Un primo pistone collocato sul lato sinistro della ruota riceve una spinta da un secondo pistone posto al di sotto del manubrio. Quando il pilota gira lo sterzo a destra, il pistone ad esso collegato spinge il fluido all'interno di una prima tubazione verso il pistone della ruota, comprimendolo. Quando il pilota gira il manubrio a sinistra, il pistone dello sterzo spinge il fluido in una seconda tubazione, provocando l'estensione del pistone della ruota.
L'anno seguente, l'azienda realizza un secondo esemplare per la gara austriaca e quella italiana del Campionato Mondiale Endurance. Il motore deriva dalla Honda VF 750 F, con 90 CV a 10000 giri/min e la moto viene acquistata dal reparto corse del costruttore giapponese. Il telaio è una struttura in lega di alluminio, fibra di carbonio e Kevlar che sostiene il motore. Nel 1985 il telaio assume la forma di due piastre a omega in peraluman 35 che avvolgono il motore dal basso. Lo sterzo è ancora idraulico, ma tale scelta tecnica influisce sulla maneggevolezza e la moto risulta inguidabile a qualsiasi velocità.
Bisognerà attendere il 1987 e la presentazione di un altro prototipo spinto da un motore Yamaha 750 FZ per vedere abbandonato lo sterzo idraulico a favore di un sistema di rinvii meccanici, che rende la moto molto più facile da guidare. Nel 1988 si decide di usare un motore Ducati per la Tesi, in quanto il suo basamento risulta maggiormente adatto come elemento strutturale della moto. Il risultato è un prototipo finale, che si differenzia dalla motocicletta di serie solo per i silenziatori dello scarico.
Una volta giunti al modello di produzione lo sviluppo del progetto non si fermò e nel 1993 diede vita alla Tesi V-due, spinta da un motore bicilindrico di 500 cm³ e concepita per partecipare al Motomondiale 1993, ma la carenza di fondi della piccola azienda riminese e la complessità delle soluzioni tecniche presenti (il forcellone anteriore, il primo motore prodotto interamente alla Casa riminese e l'alimentazione a iniezione) sulla moto non ne permise un'adeguata messa a punto e alla fine la moto non partecipò a nessuna gara e l'innovativo motore di questa moto avrebbe poi spinto la 500-Vdue con telaio convenzionale.
Attualmente i prototipi numero 1, numero 3 e numero 4 sono esposti al Museo Nazionale del Motociclo a Rimini, mentre i prototipi numero 2 e numero 5 appartengono ad una collezione privata.

## Tesi 1/D

### Meccanica
La prima Bimota Tesi è la Tesi 1/D da strada, apparsa al salone di Colonia del 1990, il cui progetto è stato affidato a Massimo Tamburini. È Spinta da un motore bicilindrico quattro tempi a V di 90° (detto anche a L, poiché i due cilindri sono posti uno verticalmente e l'altro orizzontalmente) preso dalla Ducati 851, la moto che in quegli anni dominava il Campionato Mondiale Superbike. Dotato di un sistema di iniezione elettronica Weber a doppio iniettore per cilindro, sviluppa 102 CV a 9500 giri/min.
Molto sensibile a qualsiasi variazione delle regolazioni dell'assetto, richiede ammortizzatori di elevata qualità. La scelta cade su elementi prodotti dall'italiana Marzocchi. L'angolo di sterzo può variare di 30º. La frenata è affidata a due dischi anteriori da 320 mm e al disco posteriore da 230 mm, prodotti dalla Brembo. I cerchi a tre razze in alluminio sono firmati Marchesini.

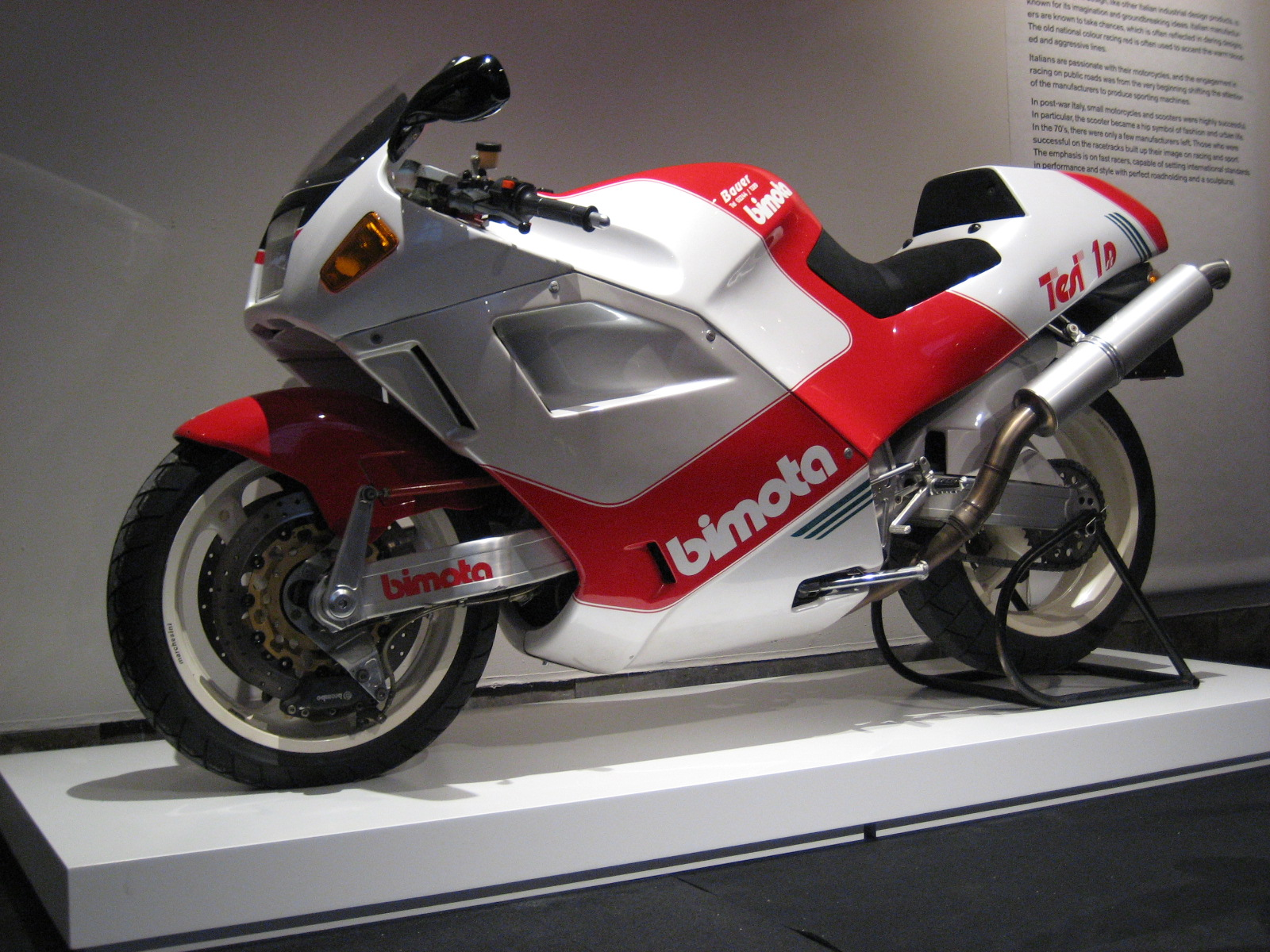
Tesi 1/D 906

Una seconda versione viene mostrata poche settimane dopo la prima. Alla ricerca di maggiori prestazioni, la cilindrata del motore cresce fino a 904 cm³, mediante un incremento di quattro millimetri della corsa del pistone. Tale modifica porta ad un aumento della potenza, che sale così a 113 CV a 8.500 giri/min e della coppia, ottenuti però ad un regime inferiore rispetto al motore originale, ottenendo così un propulsore più "corposo" che spinge la motocicletta a una velocità massima dichiarata di 250 km/h, il tutto ad un prezzo di € 22.810.
La produzione totale di tali versioni è stata di 127 Tesi 851 cm³ e di 20 Tesi 904 cm³, quasi tutti con la livrea bianco-rosso con tre strisce verdi alla base della carenatura, mentre un solo esemplare è stato realizzato in livrea completamente rossa. Un altro esemplare, usato appositamente per le foto ufficiali, aveva il cupolino verniciato di un colore rosso più intenso. Secondo le brochure pubblicitarie realizzate all'epoca, queste prime due versioni sono denominate rispettivamente Tesi 1/D 851 e Tesi 1/D 906.

### Versioni

#### Tesi 1/D SR
Nel 1991 viene presentata la Tesi 1/D SR. Il motore è sempre quello della 851 con cilindrata maggiorata. Il peso è di 188 kg a secco e il serbatoio viene ridotto di 4 litri e le sospensioni sono ora fornite dalla Öhlins. Furono prodotti 164 esemplari, venduti a € 22.946. La livrea della carena è diversa: è sempre bianco e rosso, ma con linee verdi sulla parte superiore del serbatoio, dietro il sedile e ad entrambi i lati del parafango anteriore.

#### Tesi 1/D ES

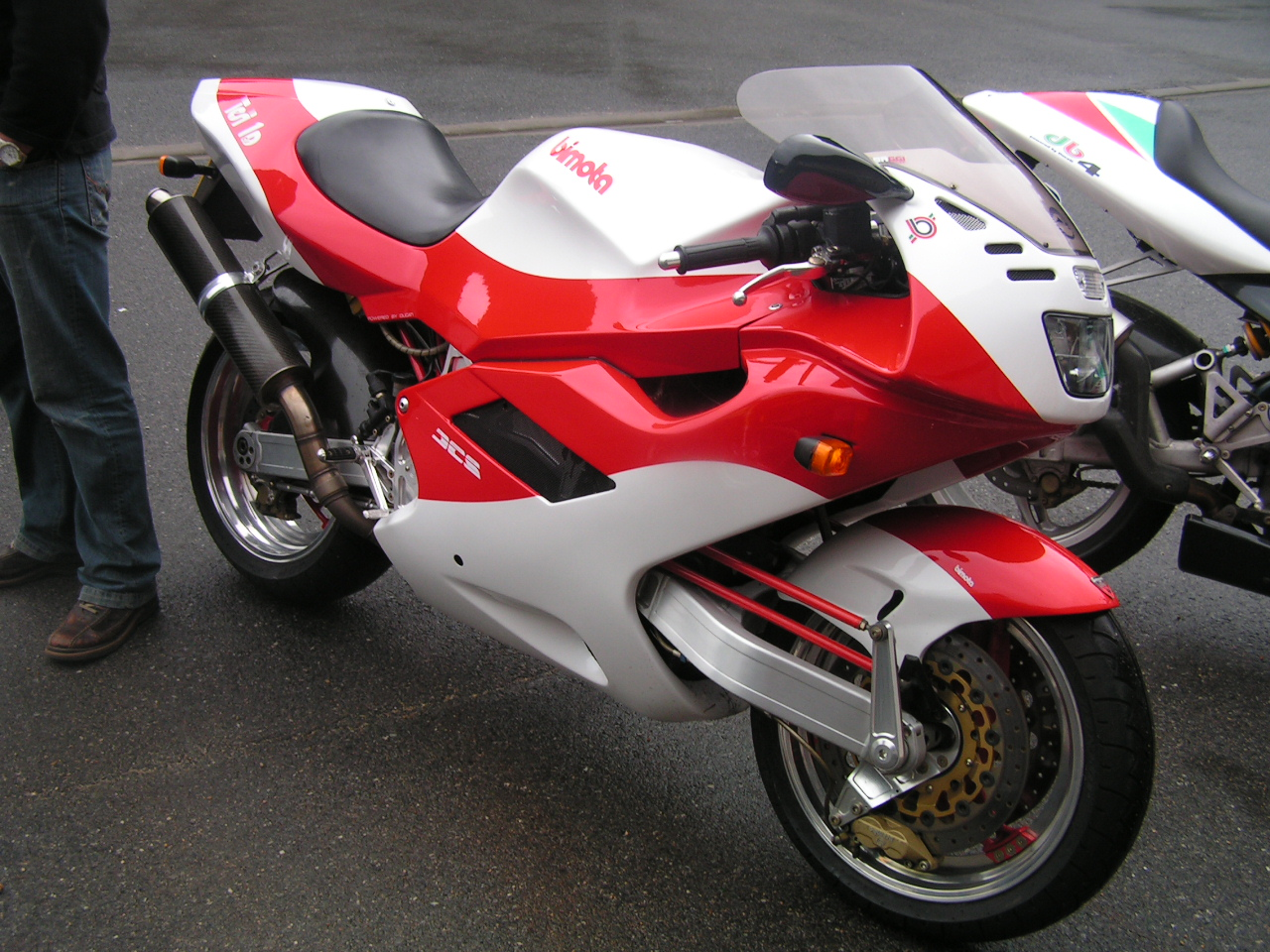
Tesi 1/D ES

In occasione del salone di Colonia del 1992, per celebrare i 20 anni del marchio riminese, vede la luce la Tesi 1/D ES (Edizione Speciale). L'estetica è più fluida e arrotondata, disegnata dalla matita di Giorgetto Giugiaro e offre una più bassa resistenza e una minore tendenza al sollevamento alle alte velocità. Il faro trapezoidale, le prese d'aria e i cerchi modulari Akront sono quelli già utilizzati sulla Furano e sulla YB10 Biposto.
Meccanicamente la Tesi 1/D ES si distingue dai suoi predecessori grazie a un forcellone anteriore ricavato dal pieno, piuttosto che forgiato e da un ammortizzatore anteriore progettato specificamente per la Tesi dalla Öhlins, che permette di avere una maggiore sensibilità sulla ruota anteriore e sfruttare meglio la frenata, vero punto forte del concetto su cui si basa la Tesi. I doppi iniettori Weber restano al loro posto, ma la centralina elettronica Marelli è sostituita da una concepita dalla Bimota in collaborazione con la TDD di Bologna e dotata di un sistema diagnostico integrato nel cruscotto a cristalli liquidi prodotto dalla stessa TDD: tale sistema porta la potenza del motore fino a 117  CV, erogati a 9.000 giri/min.
Della Tesi 1/D ES vengono prodotti solo 50 esemplari, venduti a € 23.335.

#### Tesi 1/D EF
La Tesi 1/D EF (Edizione Finale) viene esposta al salone di Colonia del 1994. quest'ultima evoluzione è infatti una Tesi 1/D ES disponibile unicamente in una livrea grigio antracite con strisce arancioni. Prodotta in soli 25 esemplari, di cui il primo consegnato al giornalista Giorgio Sarti (grande collezionista di moto Bimota e autore di un libro di riferimento sulla marca), è dotata di una semicarenatura che lascia scoperte le piastre d'alluminio del telaio, lavorate a forma di Omega e la complessa meccanica della sospensione anteriore, con la tiranteria di colore rosso. Il silenziatore di scarico è ricoperto in fibra di carbonio. Il prezzo di vendita era € 25.265.
Gli ultimi esemplari della Tesi 1/D ES e della Tesi 1/D EF sono dotati di un sistema di regolazione della tensione della catena di trasmissione finale mediante la ruota motrice, mentre i primi esemplari utilizzavano il sistema ad eccentrico delle Tesi 1/D standard e SR.
Tutte le Tesi 1/D portano sul fianco della sella la scritta « Tesi 1D ». All'interno della D è inscritto il modello: SR o ES. Sulla Tesi EF, la D contiene le lettere ES. La Tesi 1/D 906 porta la scritta SR.

#### Tesi 1/D 400J
Per il Giappone fu allestita una serie speciale della Tesi, adattata ai vincoli di omologazione vigenti in quel paese. La moto si chiamava Tesi 1/D 400J ed era equipaggiata con il motore da 400 cm³ della Ducati 400 SS. Il telaio era leggermente diverso, con l'arco dell'omega più ristretto per raccordarsi meglio col motore più piccolo. È stata prodotta tra il 1992 e il 1993 in 50 esemplari. Era disponibile nei colori rosso, bianco e blu con il monogramma "Tesi 1D" ai lati della carenatura e "400" sui lati della sella.

#### Tesi 1/D Folgore Bianca
Il preparatore giapponese White House ne allestì nel 1991 una versione speciale, denominata Tesi 1/D Folgore Bianca. Queste moto si differenziavano da quelle di serie per la loro specifica carenatura dal disegno molto elaborato. Delle trenta Tesi 1/D Folgore Bianca realizzate, cinque erano su base Tesi 1/D 400J, cinque su base Tesi 1/D 906 e le restanti venti su base de Tesi 1/D 851. Le prime due potevano avere la livrea decorata su commissione del proprietario, mentre l'ultima aveva una livrea di colore grigio.

### Competizioni
Tra il 1991 e il 1993 la Tesi ha partecipato anche ai campionati italiano e mondiale Superbike e al campionato italiano Sport Production. Era spinta da un motore con cilindrata aumentata a 964 cm³, grazie all'incremento di tre millimetri della misura dell'alesaggio, che sviluppava 132 CV a 10.500 giri/min.
Risultati importanti per questa moto furono le vittoria di classe a Daytona nel 1991 (classe "Protwins") e 1992 (classe "Supertwins") col pilota-giornalista Alan Cathcart e il terzo posto nel Campionato Italiano Sport Production 1992 (classe "Oltre 750 cc") con Bruno Bergamelli.
L'anno seguente la Bimota porta in pista una Tesi 500 spinta da un motore due tempi bicilindrico a V di 500 cm³ che anticipava quello che sarebbe stato montato sulla V-Due. Il sistema di iniezione è collegato a una centralina elettronica che calcola la quantità ideale di combustibile sulla base della pressione dell'airbox e delle temperature dell'aria, del liquido di raffreddamento e dei gas di scarico. Il carburante viene iniettato nei cilindri al momento più opportuno, quando la luce di scarico è completamente chiusa. Sviluppa 124 CV ed è installato in un telaio Tesi standard. Il disco posteriore viene ridotto a 210 mm e i silenziatori di scarico sono in fibra di carbonio.
La carenatura è dipinta di bianco con strisce rosse e turchese, sui fianchi della sella si trova la scritta «Tesi 500» in bianco, le targhe portanumero gialle sono sul cupolino e sul codone e il parafango anteriore è completamente rosso.
Inizialmente era prevista la partecipazione ad alcune gare del motomondiale, ma questa motocicletta disputerà solo qualche gara nel campionato italiano. Alla fine del 1992 il regolamento del campionato mondiale viene modificato, imponendo alle scuderie di iscriversi a tutte le gare del campionato per non incorrere in sanzioni, ma l'azienda non è in grado di sopportare tali stringenti vincoli finanziari e abbandona il progetto.

## Tesi 2/D

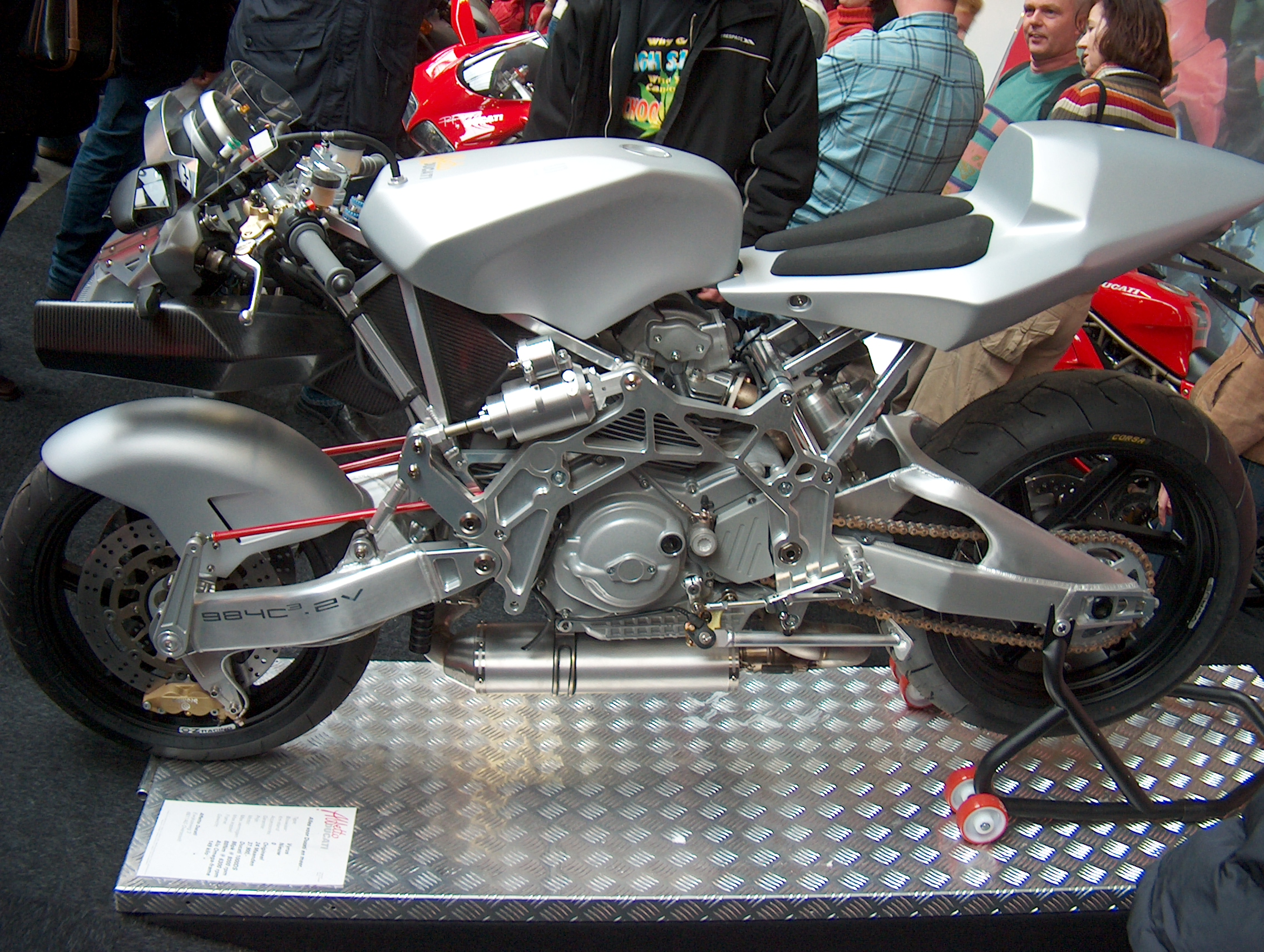
Vyrus 984 C^{3} 2V

Nel settembre 2002, Ascanio Rodorigo, dopo aver lavorato alla Bimota sulla sostituta della Tesi 1/D, fonda la propria azienda di elaborazioni motociclistiche per le competizioni, la ARP, e decide di produrre la sua versione della Tesi.
Presenta la sua creatura tre mesi più tardi in occasione del salone di Padova. Il prototipo è soprannominato Vyrus, perché, secondo il suo progettista, il suo arrivo sul mercato motociclistico ha lo stesso effetto di quello di un virus informatico che infetti un computer.
A differenza dei modelli che l'avevano preceduta, la nuova Tesi non ha alcuna carenatura, lasciando completamente a vista il suo telaio a omega in alluminio, il motore e i due bracci oscillanti. Il suo design è opera di Sam Matthews.

### Meccanica
Il sistema di sterzo viene migliorato. In effetti, sulla prima versione della tesi esso era molto sensibile ai cambi di direzione in quanto le sospensioni erano regolate per privilegiare la stabilità alle alte velocità, mentre ora offrono migliore comfort e un più efficace ammortizzamento.
La Vyrus è anch'essa spinta da un bicilindrico a V di 90º di origine Ducati. Se il prototipo utilizzava il motore di una 900 SS, il modello definitivo utilizza quello di una Ducati Monster 1000. Questo motore eroga 85,5 CV ed è alimentato da un sistema di iniezione elettronica a marchio Microtec con corpi farfallati da 45 mm di diametro.
L'angolo di sterzo è regolabile tra 18º e 24º, il che si traduce in un'avancorsa che varia da 80 a 106 mm. L'interasse è di 1365 mm. Gli ammortizzatori sono di marca FG e sono regolabili in precarico, compressione ed estensione.
La frenata è assicurata da due dischi anteriori flottanti da 320 mm e da un disco posteriore fisso da 210 mm, abbinati a pinze Brembo rispettivamente a quattro e a due pistoncini. Contrariamente alla tendenza attuale delle moto ad alte prestazioni, non è previsto l'attacco radiale delle pinze freno.
Il peso a secco è ridotto a 150 kg. Il serbatoio è di soli 16 litri, di cui 3 di riserva. La Vyrus calza pneumatici 120/70x17 davanti e 180/55x17 dietro, montati su cerchi a sei razze in alluminio forgiato.
Durante il 2006 tra la Vyrus e Bimota fu stipulato un accordo: la prima avrebbe fabbricato le moto, la seconda le avrebbe commercializzate tramite la sua rete di vendita. Il cliente avrebbe avuto quindi la possibilità di scegliere di comprare una Bimota Tesi 2-D per 46.000 €, oppure permettersi una Vyrus 984 C³ 2V per € 33.750. La 984 C³ 2V fu battezzata con questo nome perché il prototipo era stato equipaggiato con un motore bicilindrico a V di 984 cm³ a due valvole per cilindro, ma poteva anche essere dotata di motore con cilindrata portata a 1100 cm³ o 1200 cm³ e, in seguito, della sella e del sistema di scarico alto della successiva 985 C³ 4V. La Tesi 2/D venne tolta dal catalogo Bimota nel 2007, dopo 25 esemplari costruiti, per non far concorrenza alla sua erede in casa Bimota, la Tesi 3/D.

### Versioni

#### Vyrus 985 C³ 4V

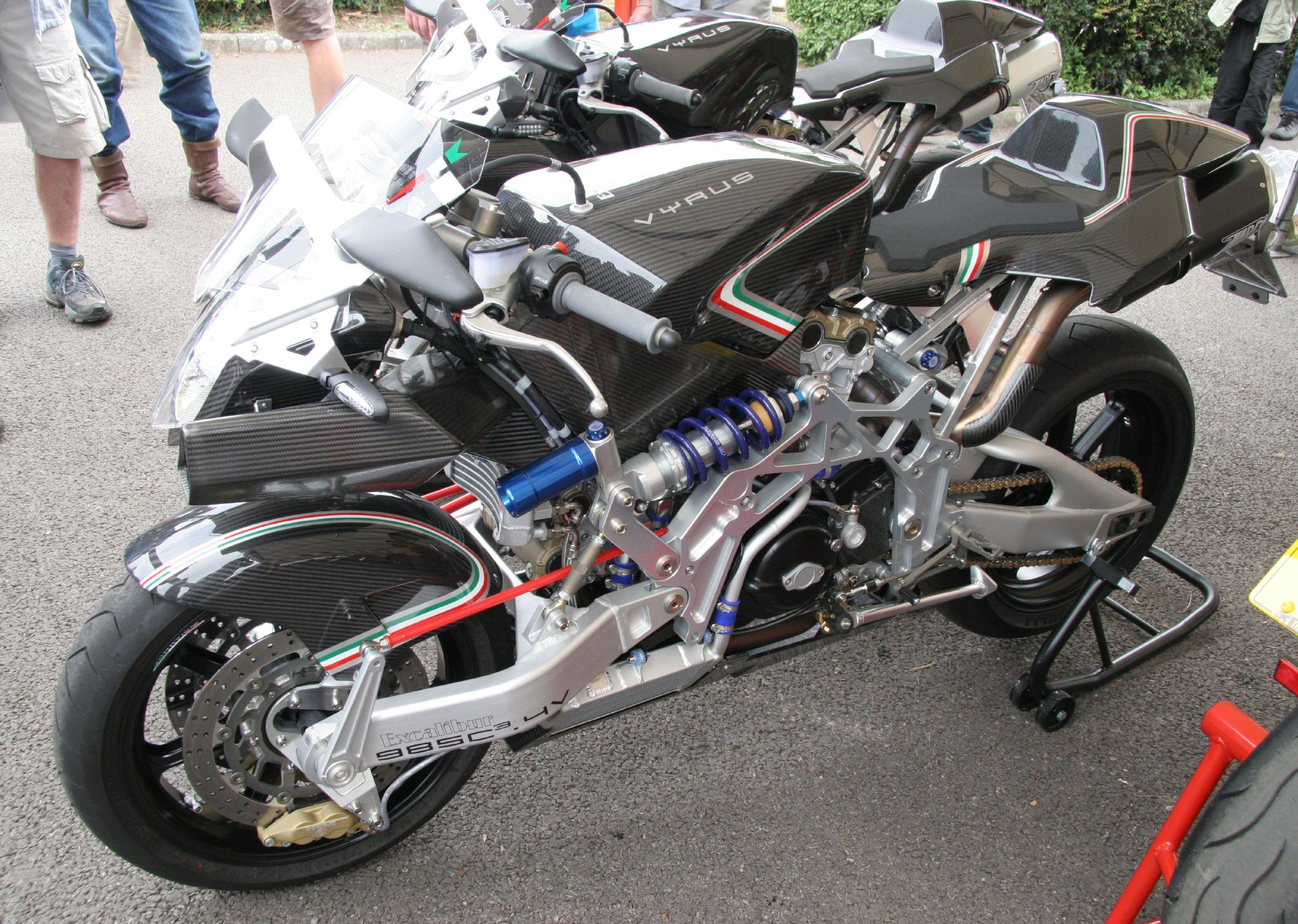
Vyrus 985 C³ 4V

Nel 2004, la Vyrus adotta il motore della Ducati 999 R, è la 985 C³ 4V, che sviluppa 150 CV. Per poter installare il nuovo motore all'interno delle piastre del telaio, la pompa dell'acqua mossa dal motore viene sostituita da una elettrica e il grosso radiatore frontale dell'acqua viene rimpiazzato da due più piccoli disposti sotto al motore.
Se il telaio resta lo stesso, l'interasse aumenta di 10 mm, lo pneumatico posteriore è largo 190 millimetri e il peso passa a 157 kg e il serbatoio passa a 14,5 litri e lo scarico non è più collocato al di sotto del motore, ma è sdoppiato e spostato sotto la sella., mentre la velocità massima dichiarata è di 292 km/h.
La 985 C³ 4V era venduta a € 54.750. È stata prodotta in 25 esemplari fino al 2008. La 984 C³ 2V, venduta in 100 esemplari, termina la produzione nel 2009.
Se la Tesi 2/D era disponibile solo nella livrea bicolore grigia e rossa e con l'equipaggiamento standard, le due versioni della Vyrus potevano essere realizzate assecondando tutti i desideri del cliente. Oltre alla scelta del colore della carrozzeria (monocromatica, bi- o tricolore, fibra di carbonio a vista), ciascun modello della Vyrus poteva essere dotato a richiesta della Shift-light (un piccolo diodo nella strumentazione che indica la pilota il momento migliore per inserire il rapporto superiore del cambio).
La moto poteva poggiare su ruote in magnesio forgiate oppure in fibra di carbonio, mentre per le sospensioni si potevano scegliere, in opzione, elementi prodotti dalla Double System e anche i dischi freno potevano essere a scelte del cliente "a margherita" oppure in carbonio. In catalogo anche il cavalletto centrale in alluminio, l'anodizzazione di tutti i componenti, la frizione antisaltellamento, carter motore e copricinghie in fibra di carbonio e il controllo di trazione.

#### Vyrus 987 C³ 4V
In occasione del salone di Verona 2009, Vyrus ha svelato la 987 C³ 4V, spinta dal motore Ducati 1198 che eroga 184 CV con una coppia massima di 13.5 kgm a 7.500 giri/min. Il peso è di 155 kg e la velocità massima dichiarata è di 310 km/h. Le sospensioni Öhlins sono state elaborate appositamente per questo modello, mentre le pinze freno anteriori abbandonano il fissaggio laterale per il fissaggio radiale, come la maggior parte delle concorrenti.
Il primo esemplare è stato consegnato a Lorenzo Bertelli, figlio dell'amministratore delegato del gruppo Prada, operante nel settore dei beni di lusso, per un prezzo superiore a € 85.000 e l'annunciato sviluppo della versione con potenza aumentata a 211CV è stata definitivamente abbandonato.

### Competizioni

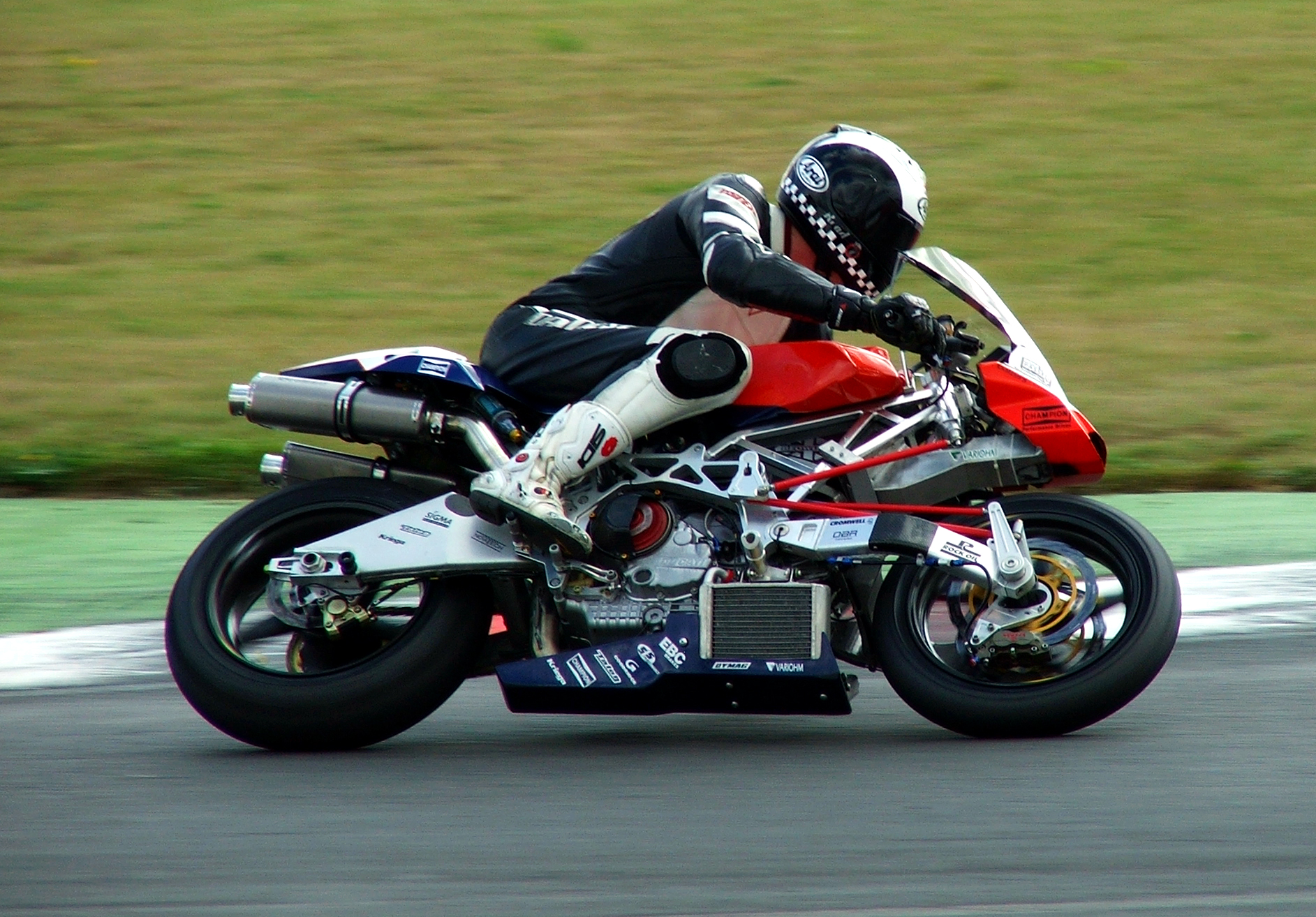
Phil Read jr. alla guida della Vyrus del team Alto Performance

Per quanto riguarda le competizioni, la squadra inglese Alto Performance ha schierato una Vyrus nel Campionato britannico Thunderbikes, seppure mossa da un motore di 944 cm³ proveniente da una Ducati ST2, durante le stagioni 2008 e 2009. La moto era pilotata da Phil Read jr., figlio del campione omonimo.
Le parti accessorie vengono ripensate per un uso agonistico mediante l'uso di fibra di carbonio per i cerchi della Dymag e la carenatura della Slipstream Carbon, i dischi freno sono sempre da 320 mm, ma forniti dalla EBC; il liquido dei freni attraversa tubi freno in treccia kevlar fino alle pinze Brembo con sganci rapidi Staubli, mentre viene adottato un sistema di sgancio rapido delle ruote. Il motore viene elaborato, incrementando la potenza del 20% rispetto alla configurazione di serie fino a raggiungere i 100 CV mediante l'uso di pistoni ad alto rapporto di compressione e la sostituzione dei radiatori originali con due unità della Docking Engineering.
I risultati sono convincenti e in continuo miglioramento, tanto che nella seconda stagione il peggior risultato ottenuto (oltre a un ritiro) è stato un sesto posto.

## Tesi 3/D

### Tecnica
Al salone di Milano del 2006 è stata presentata la Tesi 3/D, opera di Enrico Borghesan. La principale evoluzione concerne il forcellone anteriore. Ora è un traliccio tubolare ancorato su lastre di alluminio.
Il propulsore viene preso in prestito dalla Ducati 1100 Multistrada e sviluppa 97 CV a 8.500 giri/min, alimentato da un sistema di iniezione elettronica della Walbro con corpi farfallati da 45 mm di diametro. La velocità massima dichiarata dal costruttore è 220 km/h.

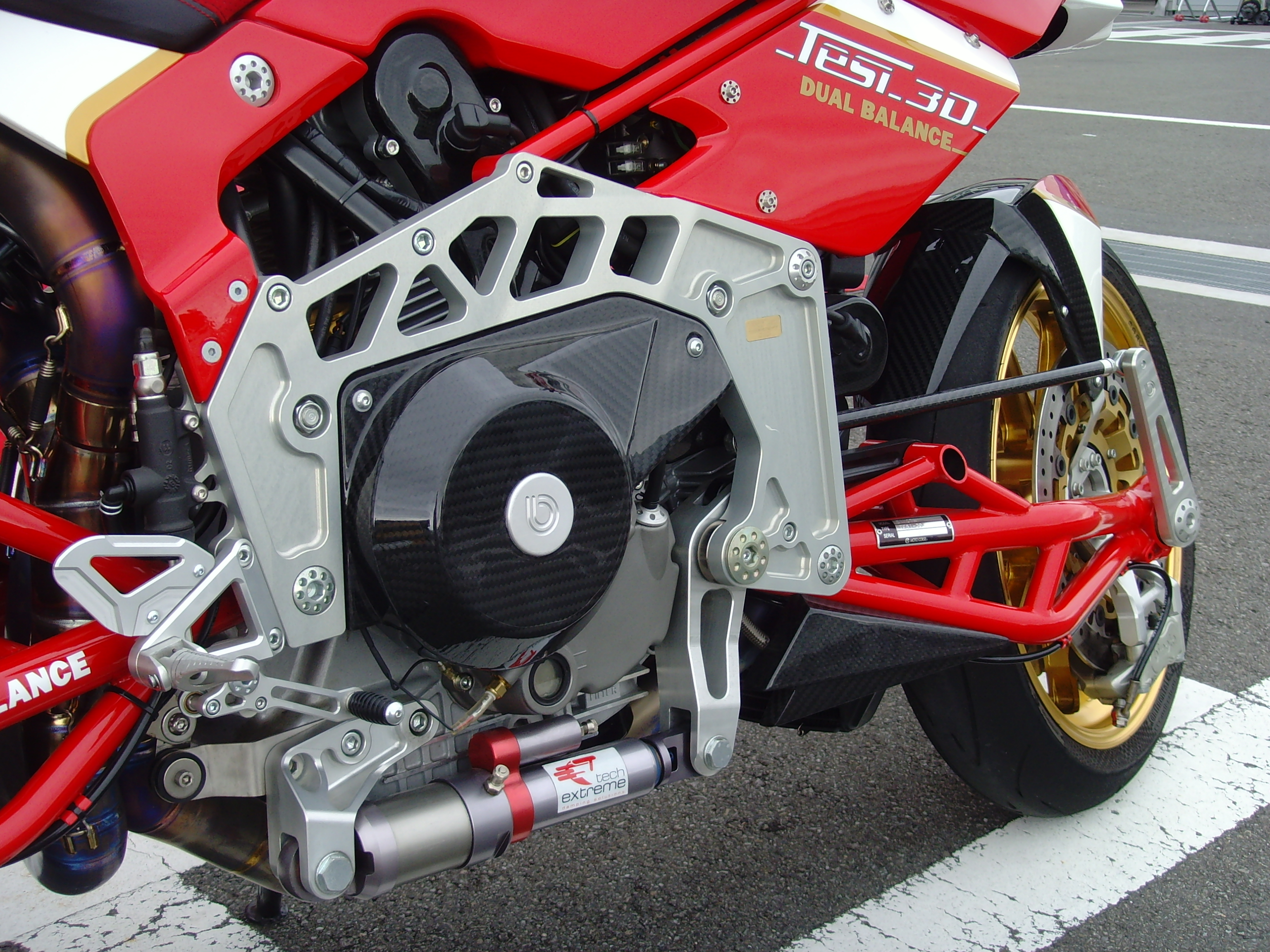
Primo piano del telaio di una Tesi 3/D Concept, con l'ammortizzatore della sospensione anteriore in posizione orizzontale sotto al motore.

Se i dischi freno conservano le stesse dimensioni, le pinze Brembo sono sostituite dalle Grimeca e quelle anteriori adottano l'attacco radiale. L'interasse resta di 1387 mm.
I due ammortizzatori, regolabili in precarico, rilascio e compressione, provengono dal catalogo Extreme Tech e consentono una corsa di 115 mm all'anteriore e 130 mm al posteriore. L'unità collegata alla sospensione anteriore è posta sotto il motore, mentre i suoi predecessori erano posti in posizione centrale davanti al motore sulla 1/D, oppure sul lato sinistro. Il suo funzionamento non è più in compressione ma in estensione e usa il gas al posto dell'olio, per una maggior leggerezza.
Il sistema di sterzo viene spostato sul lato sinistro della moto e la tiranteria può essere a scelta in alluminio (rossa) o in fibra di carbonio (nera).
I cerchi Marvic in alluminio forgiato con trattamento superficiale in oro calzano pneumatici Continental Sport Attack da 125/70x17 davanti e 190/50x17 al posteriore. L'altezza della sella è di 800 mm.
La carenatura è interamente in fibra di carbonio, i silenziatori di scarico in acciaio inox di forma triangolare vengono spostati sotto la sella. I semimanubri sono regolabili in altezza e profondità, il pedale del freno e la leva del cambio sono montati su eccentrici. La moto può adattarsi alla morfologia di ogni pilota. Gli specchi incorporano le luci di direzione e nel cruscotto è inclusa una shift-light.

### Versioni

#### Tesi 3/D Concept

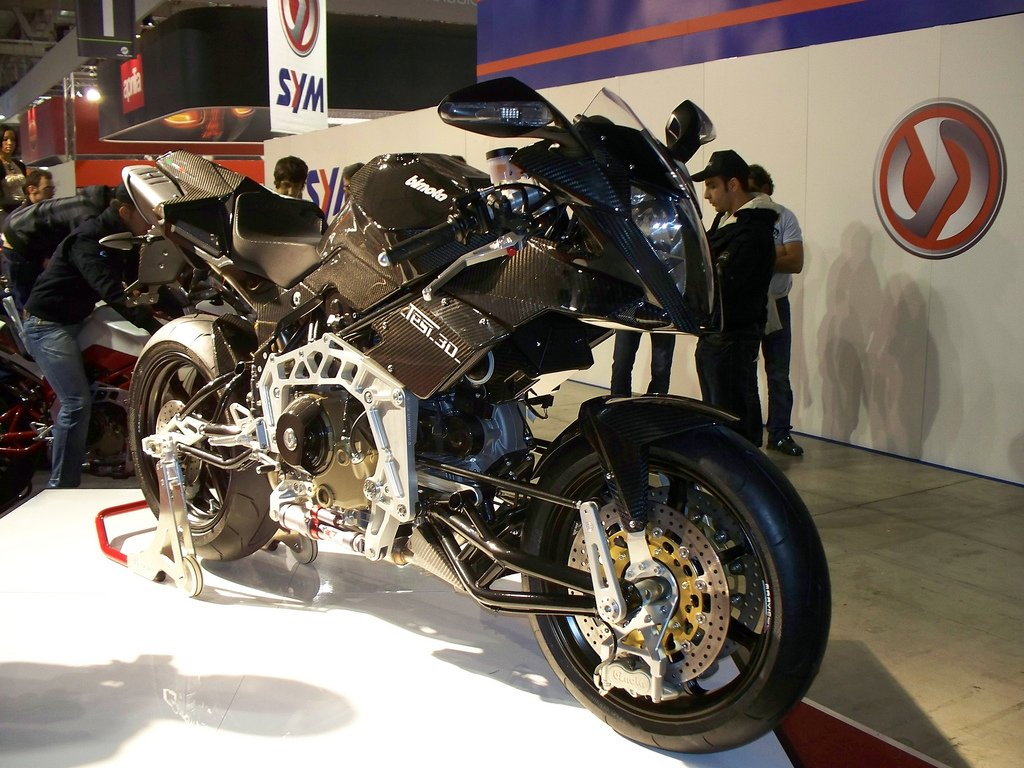
Tesi 3D Carbon Black

La versione di pre-serie, denominata Concept, viene prodotta in 29 esemplari nell'aprile 2007. Sulla piastra destra del telaio viene fissata una targhetta identificativa d'oro con incisa la scritta Tesi 3D Concept, seguita dal numero di serie, e venduta a € 28.900, mentre la versione standard viene mostrata al salone di Milano nel novembre 2007.
Il motore non subisce evoluzioni, ma la ciclistica viene leggermente modificata. Vengono adoperati pneumatici della misura 120/70 davanti e 180/55 dietro, sempre su cerchi da 17 pollici. il prezzo viene ridotto di € 600, senza alcuna ragione apparente.
Per quanto riguarda le colorazioni, le versioni Concept e standard vestono una livrea bicolore bianco perla e rosso, denominata Factory, oppure totalmente nera, con sovrastrutture in fibra di carbonio e denominata Carbon Black. La livrea Factory della versione Concept ha anche filetti dorati a segnare i contorni delle zone di contatto tra il bianco e il rosso e calza cerchi dorati anziché quelli neri della versione standard, così come i forcelloni che sono rossi anziché neri, ma comunque sono disponibili a richiesta colorazioni specifiche: ad esempio, la moto dell'importatore svizzero è grigia e nera. In occasione della mostra a Milano delle opere di Federica Varotto, Bimota ha presentato una Tesi 3/D Concept in livrea rosso-nera.

#### Tesi 3/D Rock Gold
Per pubblicizzare una collezione di abiti della boutique di lusso DAAD Dantone, la Bimota lancia la Tesi 3/D Rock Gold, un esemplare unico. Il telaio è dipinto di nero, mentre i forcelloni, la tiranteria di sterzo e il traliccio tubolare che supporta il manubrio sono dorati, a differenza delle sovrastrutture e dei cerchi, che sono di colore nero opaco. Sullo sterzo vi è il marchio dorato Tesi 3D Rock Gold Daad Dantone Edition e sul serbatoio dorato c'è scritto Bimota for Daad Dantone. Il bordo della sella è tempestato di diamanti.

#### Tesi 3/D Naked

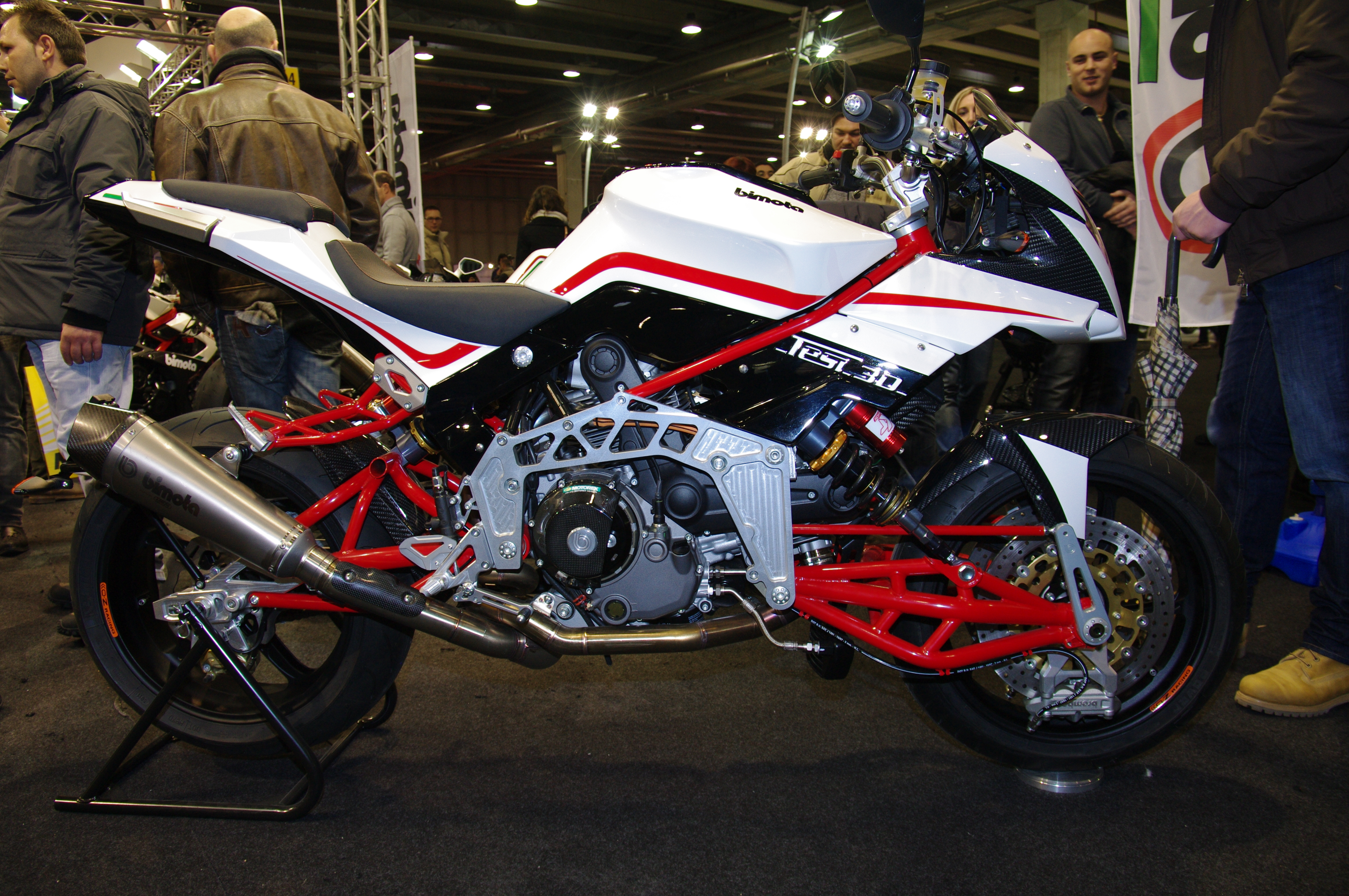
La Bimota Tesi 3D Naked

Presentata per il 2010, la Tesi 3/D Naked differisce sostanzialmente dalla versione normale per la diversa posizione di guida imposta dal manubio largo che ha sostituito i precedenti semimanubri. Tale versione nasce dall'esigenza del suo progettista Andrea Acquaviva di modificare la sua moto in seguito a un incidente che gli impediva di assumere la posizione di guida "caricata in avanti" imposta dai semimanubri.
L'adozione di una sella biposto ha imposto la scelta di un diverso impianto di scarico, che non terminasse più sotto al codino con un doppio terminale, ma bensì in una posizione intermedia con un terminale singolo sul lato destro. Differente anche il posizionamento del monoammortizzatore anteriore, scelta dettata da modifiche di dettaglio al motore Ducati 1100 DS EVO che non hanno permesso di mantenere la precedente soluzione.